# Philipp Weigl

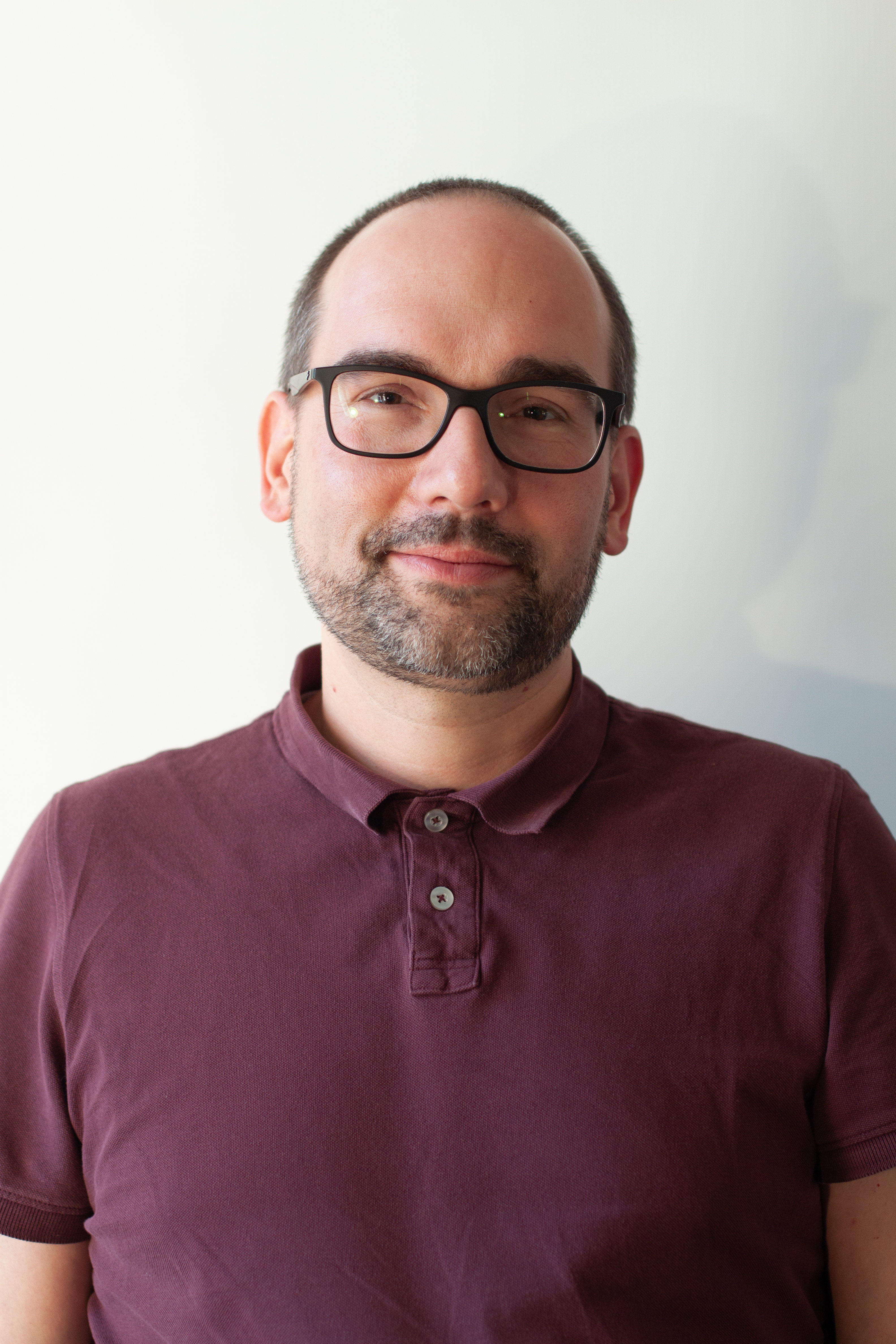
Philipp Weigl

Philipp Weigl (* 3. Oktober 1979 in Freising) ist ein deutscher Komponist und Musikpädagoge. Er ist als freischaffender Komponist unter anderem in den Bereichen Kompositionen für Klavier und Produktionsmusik tätig.
Die Melodie des Freisinger Rathaus-Glockenspiels wurde von Weigl komponiert und erklingt seit dem 21. Dezember 2012 täglich zweimal um 11.55 Uhr und um 16.55 Uhr auf dem Marienplatz Freising.

## Biographie
Weigl erhielt seine musikalische Ausbildung in Freising und München. Neben der freischaffenden Tätigkeit als Komponist, ist Weigl als Lehrbeauftragter für Musikpädagogik sowie als Klavierpädagoge tätig. Überdies war Weigl in den Jahren 2012 bis 2014 als Musikkritiker für den Freisinger Lokalteil der Süddeutschen Zeitung aktiv. Weigl lebt und arbeitet in Freising.

## Musik

### Erste Veröffentlichungen (2006–2009)
Im Jahr 2006 veröffentlichte Weigl sein Debüt-Album im Stil elektronischer, minimalistischer Musik beim Netlabel Thinner. Es folgten Veröffentlichungen beim amerikanischen Label Magnatune, Land & Water (2008), Fragmentary Proof (2009) sowie weitere Alben in ähnlichem musikalischem Stil und beim gleichen Label.

### Freisinger Rathaus-Glockenspiel
→ Hauptartikel: Glockenspiel im Rathaus Freising
Die Realisierung des Rathaus-Glockenspiels hatte der Kulturreferent Hubert Hierl 2012 zum Ende der Amtszeit des OB Dieter Thalhammer auf den Weg gebracht, auch als Würdigung dessen Verdienste um Kultur und Stadtgeschichte.
Bis in die 1970er Jahre waren im Rathausturm zwei Glocken vorhanden. Mit einem Glockenspiel, wie es durch Spender von der Stadt realisiert werden konnte, erhalte Freising „ein ambitioniertes akustisches Element, um Marke und Identität der wertvollen historischen Altstadt weiter nachhaltig zu stärken“, so betonte OB Tobias Eschenbacher bei der Einweihung. Die Komposition der Melodie des Glockenspiels stammt vom gebürtigen Freisinger Philipp Weigl. Es erklingt täglich um 11.55 Uhr und 16.55 Uhr.

### Produktionsmusik (seit 2017)
Nach Jahren des musikalischen Experimentierens erschien im Jahr 2017 Weigls erstes Album im Major-Label Bereich. Das Album, bestehend hauptsächlich aus Stücken mit Streichorchester und Klavier-Arrangements, erschien im selben Jahr bei Warner/Chappell Production Music. Es folgten weitere Alben, welche bei BMG Production Music (Label Klanglobby) veröffentlicht wurden, das atmosphärisch-cineastische Album Meditative Mind (2019) und Synthesizer Scores (2022).

### Klaviermusik (seit 2021)
Seit 2021 veröffentlicht Weigl Kompositionen für Klavier beim Wiener Verlag Universal Edition. Im selben Jahr erscheint der Soundtrack zum Videospiel Alveole, welcher sieben Klavierstücke in Form freier Improvisation enthält.  Überdies veröffentlichte Weigl 2024 das Piano-Album Whispered Echoes. Das Album enthält 10 kontemplative Klavierkompositionen, welche im Stile des präparierten Klavier Klangideals mittels Platzierung von Filz-Stoff zwischen den Saiten und Hämmern des Klaviers erstellt wurden.

### Verwendung in Film und Medien
Weigls Musik wird in Filmen, Videospielen, Fernsehserien und weiteren medialen Formaten verwendet.

## Diskographie
- Monsters. 2006, Thinner (re-release 2011, Magnatune)
- Land & Water. 2008, Magnatune
- Fragmentary Proof. 2009, Magnatune
- Silently Moving. 2011, Magnatune
- Prisma. 2015, Magnatune
- Romantic Stories. 2017, Warner/Chappell Production Music
- Meditative Mind. 2019, BMG Production Music (Klanglobby)
- Ice Winter Soundscapes. 2020, BMG Production Music (Gargantuan)
- Alveole. 2021 (offizieller Soundtrack zum gleichnamigen Videospiel)
- Synthesizer Scores. 2022, BMG Production Music (Klanglobby)
- Pensive Drama. 2022, APL Publishing
- Minimal Strings. 2024, APL Publishing (diverse Künstler, Beitrag von zwei Titeln in Kollaboration mit der Schweizer Cellistin Cécile Grüebler)
- Whispered Echoes. 2024, Piano and Nature